# Lipoplast
Lipoplast este o companie din Timișoara, înființată în 1994, care desfășoară activități de producție și prelucrare a sticlei transparente, colorată, de protecție solară, ornamentală, izolare fonică și termică, dar și activități de fabricare a tâmplăriei din PVC și aluminiu, rulouri și plase de insecte pentru construcții rezidențiale și comerciale. Compania colaborează cu producători internaționali de materiale precum Guardian Glass, Șișecam, Profine, Kömmerling, Winkhaus și Aliplast.
Structura acționariatului este deținută în proporție de 100% de omul de afaceri Valeriu Cîrpanu.
Istoric și evoluție
Fondată în 1994 de către Valeriu Cîrpanu, un medic oftalmolog cu viziune antreprenorială, Lipoplast a început ca o mică afacere de familie într-o hală de 300 de metri pătrați. Inițial, compania s-a concentrat pe producția de feronerie și tâmplărie, aducând în România tehnologii noi pentru acea perioadă.
Prezență internațională
Lipoplast are prezență internațională, livrând produse pe două continente, Europa și America de Nord. Compania a început activitatea de export încă din primii ani de funcționare, livrând produse în țări precum Belgia, Olanda, Luxemburg și Germania. În prezent, Lipoplast exportă în peste 10 țări.
Performanțe financiare recente
În 2024, Lipoplast a înregistrat o cifră de afaceri de peste 60 milioane lei. Compania a investit în tehnologii moderne, precum o linie automatizată pentru producția de geamuri termoizolante de dimensiuni mari (până la 4 m x 2,5 m), ceea ce le permite să ofere soluții personalizate și diversificate. 
În ceea ce privește numărul de angajați, în 2007 Lipoplast avea 82 de angajați, iar acum compania se află într-un proces de expansiune continuă.
Proiecte

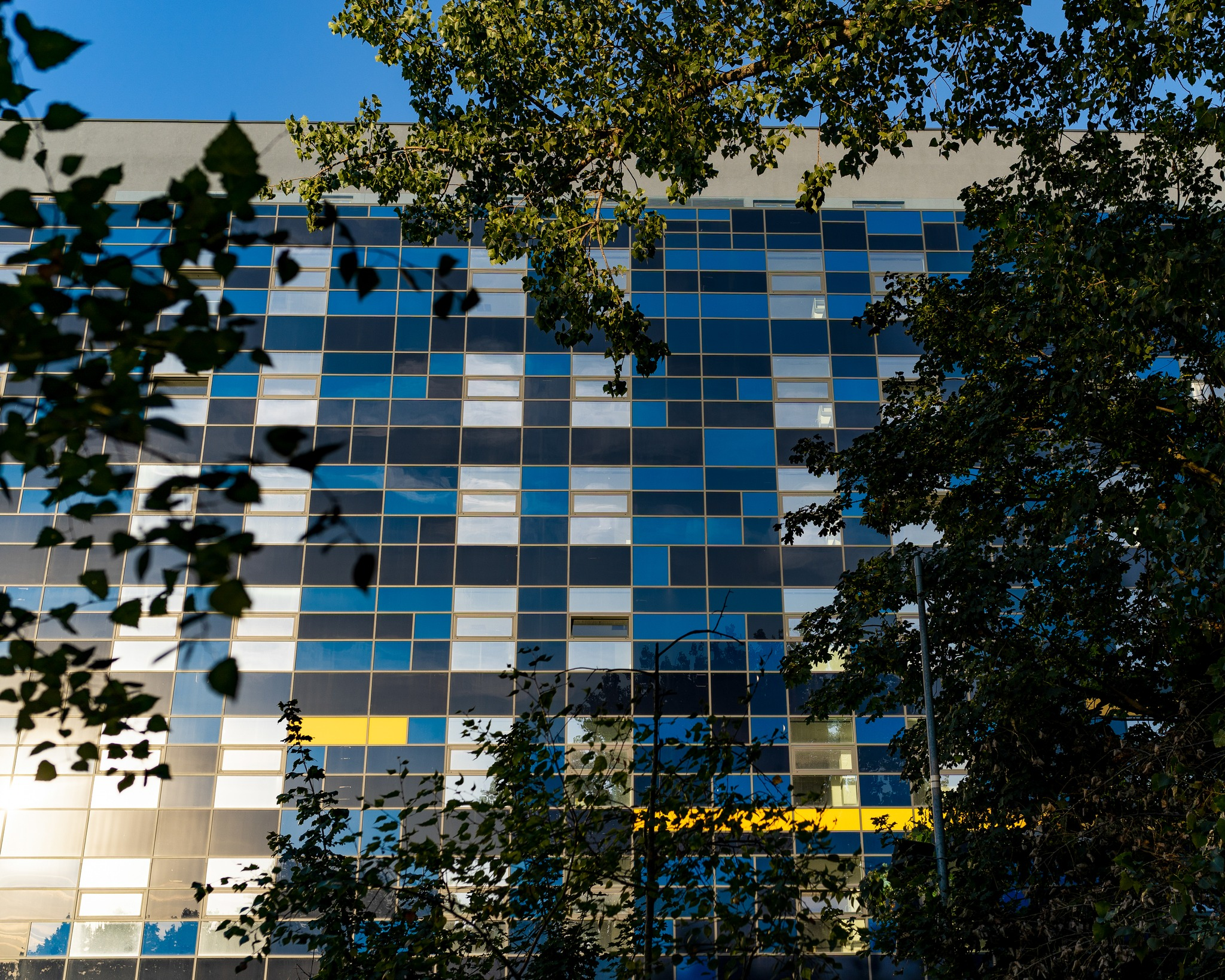
Caminul studențesc de la Universitatea de Vest din Timișoara

Lipoplast a furnizat materiale pentru diverse construcții, inclusiv ISHO, căminul UVT, clădirea ICAM și noul corp al Facultății de Chimie și Biologie a Politehnicii Timișoara. 